# کازه هیکارو
کازه هیکارو (ژاپنی: 風光る) یک مجموعه مانگای ژاپنی است که توسط تائه‌کو واتانابه نوشته و مصور شده است. داستان مجموعه در دورهٔ باکوماتسو روایت می‌شود و حول محور دختری جوان به نام تومیناگا سئی اتفاق می‌افتد که خود را شبیه به پسری به نام کامیا سئیزابورو درمی‌آورد تا بتواند به میبو روشی بپیوندد (پلیس ویژه: که بعدها تحت عنوان شین‌سن‌گومی شناخته شد). او با مربی خود اوکیتا سوجی رابطه‌ای دوستانه برقرار می‌کند، که بعدها از راز او باخبر می‌شود. این سری برای نخستین بار در سال ۱۹۹۷ و در مجلهٔ بساتسو شوجو کامیک از انتشارات شوگاکوکان منتشر شد. در سال ۲۰۰۲ به ماهنامه فلاور انتقال یافت و در مه سال ۲۰۲۰ به پایان رسید.